# Dale Hawerchuk
Dale Hawerchuk (4. dubna 1963 – 18. srpna 2020 ) byl kanadský hokejový útočník, později hokejový trenér. Je členem hokejové síně slávy.

## Hráčská kariéra

### Klubová kariéra
S hokejem začínal v útlém dětství, první brusle dostal ve dvou letech a soutěžně hrál hokej od čtyř let. Od počátku jevil nevšední talent. V žákovské kategorii na turnaji Peewee v Montrealu vstřelil ve finále všech osm gólů svého týmu a překonal tak rekord Guy Lafleura. Jako junior hrával za Cornwall Royals v Quebec Major Junior Hockey League. Zde pokračoval ve vysoké produktivitě, ve své první sezóně si připsal 103 kanadských bodů, byl vyhlášen nováčkem roku 1980 v QMJHL a nejlepším hráčem play-off. Tým Cornwall Royals dovedl ke dvěma vítězstvím v Kanadské hokejové lize – zisku Memorial Cupu. Do National Hockey League byl draftován z roce 1981 z celkově prvního místa týmem Winnipeg Jets. Brzy se stal hvězdou i v NHL. Hned ve své první sezóně překonal stobodovou hranici (tehdy jako nejmladší hráč v historii) a zaslouženě získal Calder Memorial Trophy pro nejlepšího nováčka NHL. Stobodovou hranici překonal také v pěti z následujících šesti ročníků, jeho osobním rekordem bylo 130 bodů v sezóně 1984/1985. Přesto s týmem Winnipegu končíval v play off v prvním, maximálně druhém kole.
Během draftu v roce 1990 byl zahrnut do velké výměny hráčů mezi Winnipegem a Buffalo Sabres. Za něj a první volbu Winnipegu v draftu putovali opačným směrem Phil Housley, Scott Arniel, Jeff Parker a první volba Buffalo Sabres v draftu (Keith Tkachuk). V Buffalu se z něj stal především výborný nahrávač, gólově se neprosazoval tolik co dříve. Ani zde mu nebylo souzeno zahrát si dále než po druhé kolo play-off. Sezónu 1995/1996 zahájil v St. Louis Blues, v jejím průběhu však byl vyměněn do Philadelphia Flyers. Tam také odehrál závěr své kariéry, když ve svém posledním ročníku (1996/1997) byl sužován zraněními a řadu utkání vynechal. S týmem si však zahrál poprvé v životě finále Stanley Cupu, bohužel Flyers podlehli Detroit Red Wings 0:4 na zápasy. Po ukončení aktivní kariéry začal pracovat jako hokejový trenér.

### Reprezentační kariéra
S reprezentací Kanady si dvakrát zahrál na Kanadském poháru. V roce 1987 se zaskvěl gólem a dvěma asistencemi ve třetím, rozhodujícím finálovém utkání proti Sovětskému svazu. Rovněž v roce 1991 byl důležitou součástí vítězného týmu. Má také tři medaile z mistrovství světa v ledním hokeji.

## Úspěchy a ocenění

### Týmové
- vítězství v juniorské Kanadské hokejové lize v letech 1980 a 1981 (Memorial Cup) – s týmem Cornwall Royals
- vítězství na Kanadském poháru v letech 1987 a 1991 – s týmem Kanady
- stříbro na MS 1989
- bronz na MS 1982 a MS 1986

### Individuální
- nováček roku v QMJHL – 1980
- držitel Guy Lafleur Trophy pro nejužitečnějšího hráče play-off v QMJHL – 1980
- držitel Jean Béliveau Trophy pro nejproduktivnějšího hráče QMJHL – 1981
- držitel Michel Brière Memorial Trophy pro nejužitečnějšího hráče QMJHL – 1981
- držitel Stafford Smythe Memorial Trophy pro nejužitečnějšího hráče Memorial Cupu – 1981
- vyhlášen hráčem roku 1981 v Kanadské hokejové lize
- držitel Calder Memorial Trophy pro nejlepšího nováčka sezóny v NHL – 1982
- člen druhého All-Star Týmu NHL – 1985
- pětinásobný účastník NHL All-Star Game
- uveden do Hokejové síně slávy – 2001
- Phoenix Coyotes, nástupce Winnipegu v NHL v sezóně 2006/2007 vyřadili jeho číslo #10

## Prvenství
- Debut v NHL – 6. října 1981 (Winnipeg Jets proti Toronto Maple Leafs)
- První gól v NHL – 9. října 1981 (Winnipeg Jets proti New York Rangers, americkému brankáři Steve Baker)
- První asistence v NHL – 9. října 1981 (Winnipeg Jets proti New York Rangers)
- První hattrick v NHL – 25. října 1981 (Winnipeg Jets proti Los Angeles Kings)

## Klubové statistiky
| Sezóna       | Klub                | Soutěž       |       | Základní část | Základní část | Základní část | Základní část | Základní část |    | Play off | Play off | Play off | Play off | Play off |
| Sezóna       | Klub                | Soutěž       | Z     | G             | A             | B             | TM            | Z             | G  | A        | B        | TM       |          |          |
| 1978–79      | Oshawa Legionnaires | MetJHL       | 36    | 32            | 52            | 84            | —             | —             | —  | —        | —        | —        |          |          |
| 1979–80      | Cornwall Royals     | QMJHL        | 72    | 37            | 66            | 103           | 21            | 18            | 20 | 25       | 45       | 0        |          |          |
| 1979–80      | Cornwall Royals     | M-Cup        | —     | —             | —             | —             | —             | 5             | 1  | 5        | 6        | 0        |          |          |
| 1980–81      | Cornwall Royals     | QMJHL        | 72    | 81            | 102           | 183           | 69            | 19            | 15 | 20       | 35       | 8        |          |          |
| 1980–81      | Cornwall Royals     | M-Cup        | —     | —             | —             | —             | —             | 5             | 8  | 4        | 12       | 4        |          |          |
| 1981–82      | Winnipeg Jets       | NHL          | 80    | 45            | 58            | 103           | 47            | 4             | 1  | 7        | 8        | 5        |          |          |
| 1982–83      | Winnipeg Jets       | NHL          | 79    | 40            | 51            | 91            | 31            | 3             | 1  | 4        | 5        | 8        |          |          |
| 1983–84      | Winnipeg Jets       | NHL          | 80    | 37            | 65            | 102           | 73            | 3             | 1  | 1        | 2        | 0        |          |          |
| 1984–85      | Winnipeg Jets       | NHL          | 80    | 53            | 77            | 130           | 74            | 3             | 2  | 1        | 3        | 4        |          |          |
| 1985–86      | Winnipeg Jets       | NHL          | 80    | 46            | 59            | 105           | 44            | 3             | 0  | 3        | 3        | 0        |          |          |
| 1986–87      | Winnipeg Jets       | NHL          | 80    | 47            | 53            | 100           | 52            | 10            | 5  | 8        | 13       | 4        |          |          |
| 1987–88      | Winnipeg Jets       | NHL          | 80    | 44            | 77            | 121           | 59            | 5             | 3  | 4        | 7        | 16       |          |          |
| 1988–89      | Winnipeg Jets       | NHL          | 75    | 41            | 55            | 96            | 28            | —             | —  | —        | —        | —        |          |          |
| 1989–90      | Winnipeg Jets       | NHL          | 79    | 26            | 55            | 81            | 70            | 7             | 3  | 5        | 8        | 2        |          |          |
| 1990–91      | Buffalo Sabres      | NHL          | 80    | 31            | 58            | 89            | 32            | 6             | 2  | 4        | 6        | 10       |          |          |
| 1991–92      | Buffalo Sabres      | NHL          | 77    | 23            | 75            | 98            | 27            | 7             | 2  | 5        | 7        | 0        |          |          |
| 1992–93      | Buffalo Sabres      | NHL          | 81    | 16            | 80            | 96            | 52            | 8             | 5  | 9        | 14       | 2        |          |          |
| 1993–94      | Buffalo Sabres      | NHL          | 81    | 35            | 51            | 86            | 91            | 7             | 0  | 7        | 7        | 4        |          |          |
| 1994–95      | Buffalo Sabres      | NHL          | 23    | 5             | 11            | 16            | 2             | 2             | 0  | 0        | 0        | 0        |          |          |
| 1995–96      | St. Louis Blues     | NHL          | 66    | 13            | 28            | 41            | 22            | —             | —  | —        | —        | —        |          |          |
| 1995–96      | Philadelphia Flyers | NHL          | 16    | 4             | 16            | 20            | 4             | 12            | 3  | 6        | 9        | 12       |          |          |
| 1996–97      | Philadelphia Flyers | NHL          | 51    | 12            | 22            | 34            | 32            | 17            | 2  | 5        | 7        | 0        |          |          |
| Celkem v NHL | Celkem v NHL        | Celkem v NHL | 1,188 | 518           | 891           | 1,409         | 740           | 97            | 30 | 69       | 99       | 67       |          |          |

## Reprezentace
| Rok                       | Tým                       | Soutěž                    | Z  | G  | A  | B  | TM |
| ------------------------- | ------------------------- | ------------------------- | -- | -- | -- | -- | -- |
| 1981                      | Kanada 20                 | MSJ                       | 5  | 5  | 4  | 9  | 2  |
| 1982                      | Kanada                    | MS                        | 10 | 3  | 1  | 4  | 0  |
| 1986                      | Kanada                    | MS                        | 8  | 2  | 4  | 6  | 4  |
| 1987                      | NHL All-Stars             | RV-87                     | 2  | 0  | 1  | 1  | 2  |
| 1987                      | Kanada                    | KP                        | 9  | 4  | 2  | 6  | 0  |
| 1989                      | Kanada                    | MS                        | 10 | 4  | 8  | 12 | 6  |
| 1991                      | Kanada                    | KP                        | 8  | 2  | 3  | 5  | 0  |
| Juniorská kariéra celkově | Juniorská kariéra celkově | Juniorská kariéra celkově | 5  | 5  | 4  | 9  | 2  |
| Seniorská kariéra celkově | Seniorská kariéra celkově | Seniorská kariéra celkově | 47 | 15 | 19 | 34 | 12 |